# Cottbus Spreewaldbahnhof
Cottbus Spreewaldbahnhof (dolnoł. Chóśebuz Błośańske dwórnišćo, nieoficjalnie Cottbus Anschlußbahnhof) – dawny dworzec kolejowy w Chociebużu, w Brandenburgii w Niemczech. Stanowił południowe zakończenie linii kolejowej Spreewaldbahn (rozstaw szyn 1000 mm) Lübben – Cottbus (Błośańska zeleznica). Znajduje się przy północnym wejściu dworca głównego w Chociebużu przy Wilhelm-Kulz-Straße (W. Külzowa droga).